# 西ゲート駅
西ゲート駅（にしゲートえき）は、かつて愛知県愛知郡長久手町（現・長久手市）熊張の愛・地球博長久手会場内にあった2005年日本国際博覧会協会愛・地球博線のIMTSの駅（廃駅）である。
西ゲートに直接連絡をしており、各駅への乗り継ぎも便利であり利用者は多かった。

## 歴史
- 2005年（平成17年）
  - 3月25日：開業[1]。
  - 9月26日：博覧会閉会に伴い廃止[1]。

## 駅構造
相対式ホーム2面2線の地上駅で、安全対策のためホームドアを設けていた。当駅は愛・地球博線で唯一の中間駅であり、バス区間（一般道路部分）との接続駅を兼ねていた。

## 駅周辺
- 西ゲート
- 西エントランス
- IMTS車両車庫
- 日本ゾーン
  - 長久手日本館
  - 名古屋市パビリオン「大地の塔」

## 隣の駅
2005年日本国際博覧会協会
愛・地球博線
鉄道区間
北ゲート駅 - 西ゲート駅 - EXPOドーム駅
バス区間
西ゲート駅 - メッセ前バス停